# 宮武美櫻
宮武美櫻（1996年5月11日—），是一位日本鹿兒島縣鹿兒島市櫻島出身的前女演員、女歌手，前所屬事務所為Sweet Power，同時也屬於團體「bump.y」的成員之一，身高157公分，血型O型。

## 演出

### 電視劇
- 紅線 第1 - 6話（2008年12月6日 - 2009年1月24日、富士電視台）飾演 竹宮芽衣（幼少期）
- やまない雨はない（日语：やまない雨はない）（2010年3月6日、朝日電視台）
- 我家的歷史（2010年4月9日 - 11日、富士電視台）飾演 八女波子（幼少期）
- 悪党〜重犯罪捜査班（日语：悪党〜重犯罪捜査班）（2011年1月21日 - 3月25日、朝日放送 / 朝日電視台）飾演 富樫のぞみ
- 故郷〜娘の旅立ち〜（日语：故郷〜娘の旅立ち〜）（2011年7月5日、富士電視台）飾演 佐伯梢（少女期）
- ボクら星屑のダンス（日语：ボクら星屑のダンス）（2011年10月6日、東京電視台）飾演 浅井理美
- 晨間小說連續劇小梅醫生 第73 - 最終話（2012年6月25日 - 9月29日、NHK）飾演 三上千恵子
- Piece（2012年10月6日 - 12月29日、日本電視台）飾演 三輪恭子
- あぽやん〜走る国際空港（日语：あぽやん〜走る国際空港）（2013年1月17日 - 3月21日、TBS電視台）飾演 森尾千秋
- ぱじ〜ジイジと孫娘の愛情物語（日语：ぱじ〜ジイジと孫娘の愛情物語）（2013年3月27日、東京電視台）飾演 青木よもぎ
- スペシャリスト（2013年5月18日、朝日電視台）飾演 姉小路茜
- 超人力霸王銀河（2013年7月 - 、東京電視台）飾演 石動美鈴
- 救命病棟24時第5季 第4話（2013年7月30日、富士電視台）飾演 小松原優花
- 脫黑～不再當黑社會～（2015年4月16日-6月、TBS電視台）飾演 永光さくら

### 電影
- 紅線 （2008年12月20日、松竹）飾演 竹宮芽衣（幼少期）
- ナットのスペースアドベンチャー3D（日语：ナットのスペースアドベンチャー3D）（2009年3月28日、ティ・ジョイ / さらい）飾演 幼虫（吹替）
- 女の子ものがたり（日语：女の子ものがたり）（2009年8月29日、IMJエンタテインメント / エイベックス・エンタテインメント）飾演 みさの妹
- TAJOMARU（日语：TAJOMARU）（2009年9月12日、ワーナー・ブラザース映画）飾演 阿古姫（幼少期）
- カムイ外伝（日语：カムイ外伝）（2009年9月19日、松竹）
- 矢島美容室 THE MOVIE 〜夢をつかまネバダ〜（日语：矢島美容室 THE MOVIE 〜夢をつかまネバダ〜）（2010年4月29日、松竹）飾演 アン
- ジョーカーゲーム 脱出 （2013年8月17日、AMGエンタテインメント）飾演 小島理恵
- ウルトラマンギンガ 劇場スペシャル（2013年9月7日、松竹）飾演 石動美鈴

### 舞台
- 七武士（2008年11月14日 - 24日、新宿KOMA劇場）飾演 小町

## 外部連結
- 宮武美桜 - Sweet Power（页面存档备份，存于） - （日語）
- 宮武美桜オフィシャルブログ「Youthful.」（页面存档备份，存于） - （日語）